# Scamander Vallis

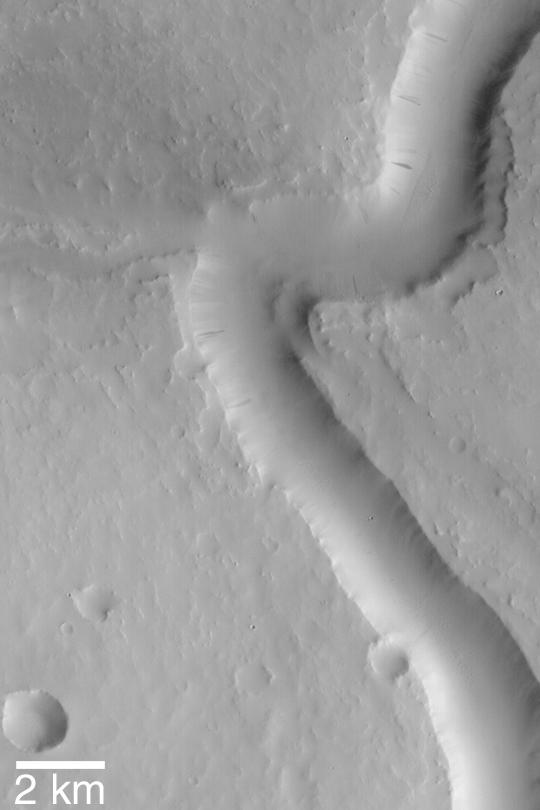
Image de Mars Orbiter Camera (MOC) de Scamander Vallis,

Scamander Vallis est une vallée martienne s'étendant sur 204 km et centrée sur 15,8° N et 28,5° E, dans le quadrangle d'Arabia. Elle a été nommée en référence au Scamandre, nom antique du Karamenderes, cours d'eau côtier de Troade (actuelle Turquie).
D'une manière plus large, Scamander est l'élément médian du système de vallées Naktong-Scamander-Mamers qui traverse Terra Sabaea et contourne Arabia Terra par le nord jusqu'aux abords d'Acidalia Planitia.